# Mount Seitz
Mount Seitz ist ein 2130 m hoher Berg im Norden des ostantarktischen Viktorialands. Er ist einer aus einer ganzen Reihe von Berggipfeln zwischen der Mirabito Range und der Homerun Range. Er ragt 6 km südöstlich des Mount Armagost und 15 km nordwestlich des Boss Peak auf.
Der United States Geological Survey kartierte ihn anhand eigener Vermessungen und mithilfe von Luftaufnahmen der United States Navy aus den Jahren zwischen 1960 und 1963. Das Advisory Committee on Antarctic Names benannte ihn 1970 nach Thomas E. Seitz, Leitender Baumechaniker der United States Navy, 1967 auf der McMurdo-Station tätig war.